# Відновлення системи
Відновлення системи (англ. System restore) — компонент операційної системи Microsoft Windows (процес rstrui.exe), призначений для відновлення працездатності ОС шляхом повернення (відновлення попереднього стану дисків) системних файлів, ключів реєстру, встановлених програм тощо. Відновлення системи присутнє в системах починаючи від Windows ME окрім ос сімейства Windows Server. У Windows 10 функція відновлення системи за замовчуванням вимкнена і повинна бути ввімкнена користувачами вручну, для функціонування. Це не впливає на особисті файли, такі як документи, музика, зображення та відео.
У попередніх версіях Windows він базувався на файловому фільтрі, який відстежував зміни для певного набору розширень файлів, а потім копіював файли до того, як вони були перезаписані. Оновлена версія відновлення системи, представлена в Windows Vista, використовує службу тіньового копіювання (англ. Shadow Copy) як резервну копію (що дозволяє відстежувати зміни на рівні блоків у файлах, розташованих в будь-якому каталозі на томі, і створювати резервні копії незалежно від їх розташування) і можна використовувати відновлення системи зі середовище передвстановлення Windows у випадку, якщо операційна система не завантажується взагалі.

## Принцип роботи
Користувач може створювати нову точку відновлення вручну, робити повернення до вже наявної точки або змінювати конфігурацію відновлення системи. Окрім того, відновлення саме по собі може бути зворотнім. Старі точки відновлення скидаються для того, щоб забезпечувати використання обсягу диска в точно визначеному розмірі. Для багатьох користувачів це може забезпечити точки відновлення, що охоплюють кілька минулих тижнів. Користувачі, для яких важлива продуктивність або використовуваний об'єм диска, можуть також вибрати повне вимкнення відновлення системи. Для файлів, що зберігаються на дисках, але які служба відновлення не відстежила, не будуть створені резервні копії, і такі файли ніколи не будуть відновлені.
Відновлення системи створює резервні копії системних файлів певних розширень (.exe, .dll тощо) і зберігає їх для подальшого відновлення та використання. Також створюються резервні копії реєстру та більшості драйверів.

## Моніторинг ресурсів
Починаючи з Windows Vista, програма відновлення системи робить знімок всіх томів, які вона моніторить. Однак у Windows XP, вона контролює тільки наступне:
- Реєстр Windows
- Файли у папці Захисті файлів Windows (Dllcache)
- Локальні профілі користувачів
- Бази даних COM+ WMI
- Метабаза IIS
- Моніторинг конкретних типів файлів[6]

Список типів файлів і каталогів, які будуть включені або виключені з моніторингу Відновленням системи, можна налаштувати в Windows Me і Windows XP, відредагувавши %windir%\system32\restore\Filelist.xml.

## Недоліки та складнощі
Обмеження, з якими доводиться стикатися під час Відновлення Системи у версіях Windows до Windows Vista, полягають у тому, що тільки відстежені типи файлів і тільки файли з певних тек (відновлення системи резервує повністю тільки Реєстр Windows) можуть бути використані, отже, небажане встановлення програм та застосунків, а особливо оновлення програм, можуть бути не повністю повернуті до первісного стану. У результаті дія може бути незначною або практично відсутньою (не рахуючи використаного місця на диску). Можуть виникнути небажані моменти під час спроби запустити або видалити такі додатки. Для порівняння — різні інші інструменти розроблені для забезпечення повнішого повернення змін системи, включно з оновленнями програм. Наприклад, у разі моніторингу всіх змін, GoBack від Norton або Rollback Rx від Horizon DataSys дають змогу повного відновлення файлової системи до попереднього стану від будь-якої із сотень щоденних точок відновлення. Однак часте або безперервне відстеження може також впливати на швидкість роботи системи, в той час, як точки відновлення системи зазвичай створюються швидко й економно. За відсутності достатньо вільного місця на диску (точки відновлення в папці System Volume Information займають відносно великий об'єм) відновлення системи не зможе створити точку відновлення, тож користувач під час спроби відновити систему може побачити, що не існує жодної точки відновлення.
Немає можливості створювати постійну точку, яку не буде видалено за кілька днів, коли автоматичним точкам знадобиться місце на диску. Тож якщо проблему не було виявлено протягом кількох днів, у момент, коли її все-таки буде виявлено, може бути вже пізно для відновлення того стану системи, що був до появи проблеми.
За замовчуванням Відновлення системи не дозволяє іншим додаткам або користувачам змінювати або видаляти файли з каталогів, де зберігаються точки відновлення з метою недоторканності. Оскільки цей метод резервування доволі спрощений, результатом може бути архівування шкідливих програм, таких, як шкідливого ПО та вірусів. У цьому разі антивірусна програма буде нездатна видалити заражений файл. Єдиний спосіб видалення інфекції полягає у відключенні відновлення системи, що призведе до втрати всіх збережених точок, або просто чекати, коли Windows видалить старі точки для звільнення місця під нові. Ба більше, якщо заражений набір файлів відновлено, результатом може бути також відновлення вірусу.
Під Windows Vista відновлення системи не працює на дисках FAT32 і не може бути запущене на дисках місткістю менше ніж 1 ГБ.
Зміни, зроблені на диску з іншою ОС (у разі, якщо на диску встановлено дві та більше ОС), не можуть бути відстеженні. Також виникають питання сумісності під час Відновлення системи при знаходженні на одному завантажувальному диску Windows XP (або Windows Server) і Windows Vista (або пізнішої ОС). Тіньові точки на диску видаляються, коли старіші ОС отримують доступ до цього диска NTFS. Це відбувається тому, що попередні ОС не розпізнають новий формат тіньових копій.
Поширена проблема, що під час відкочування видаляються файли з розширенням «cs», оскільки вони не вважаються файлами даних. Тобто, виконавши повернення, ви втратите всю роботу у Visual Studio з файлами C#, і вам доведеться скасувати відновлення. Однак, якщо ви виконували повернення із захищеного режиму, то скасування відкату неможливе, що потенційно може призвести до втрати важливих даних.